# Callicarpa kinabaluensis
Callicarpa kinabaluensis là một loài thực vật có hoa trong họ Hoa môi. Loài này được Bakh. & Heine mô tả khoa học đầu tiên năm 1951.